# Trato de pareja

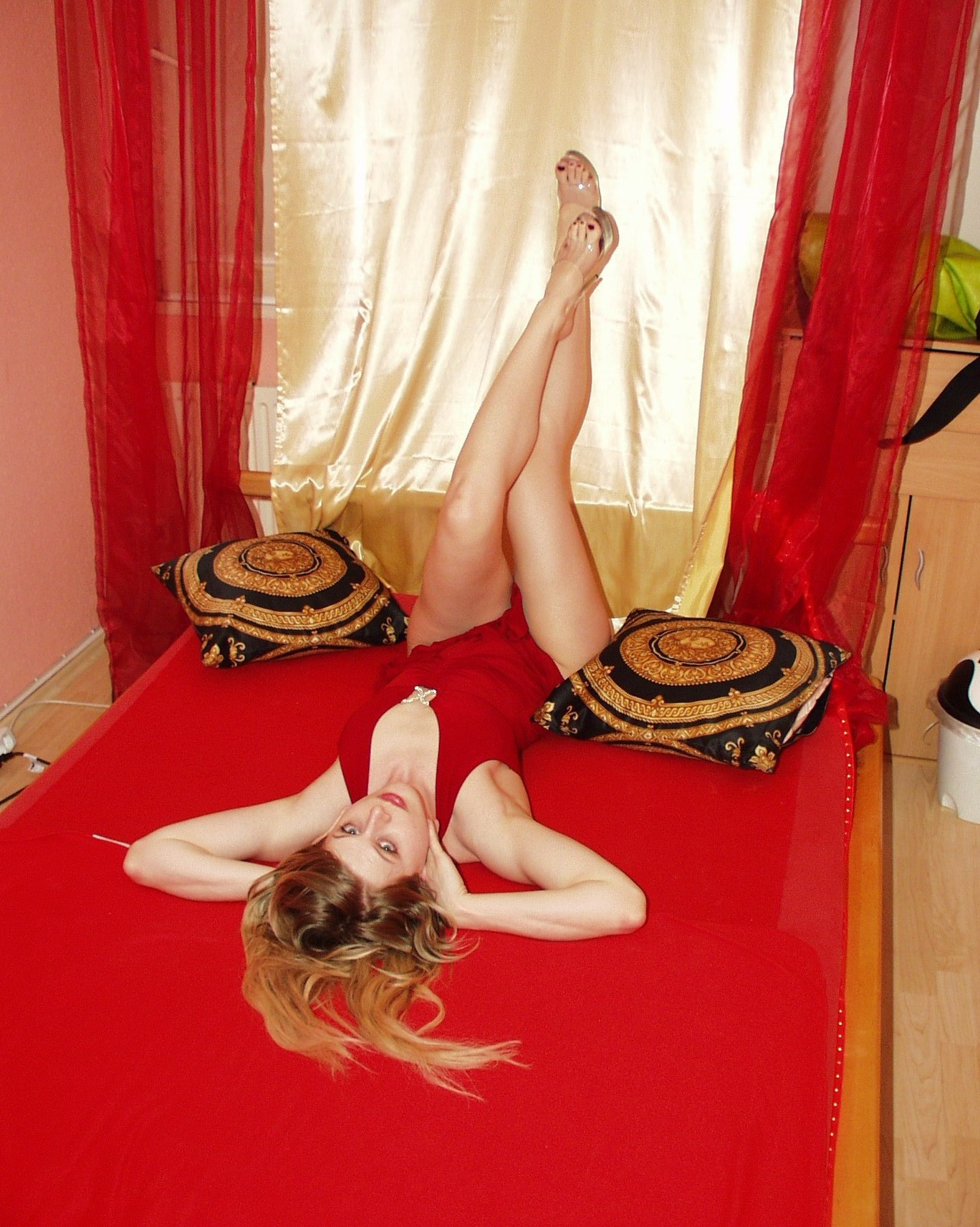
Prostituta alemana posando en una cama.

El trato de pareja o girlfriend experience (comúnmente conocida en inglés por el acrónimo GFE) es un tipo de servicio que una prostituta ofrece, cuya característica principal es la inclusión de un comportamiento en el que la prostituta actúa como novia o esposa del cliente.

## Descripción del Servicio
El trato de pareja supone una mayor interacción personal en comparación con los servicios ofrecidos por una prostituta; cabe destacar que el grado de interacción cambia dependiendo de la persona. La característica principal es que no existe una prioridad principal en tener sexo, sino tener una experiencia más íntima y personal.
Las sesiones suelen durar más que un servicio normal, "sin prisa"; lo que significa que la prostituta utiliza todo el tiempo contratado en lugar de reducir la sesión al tiempo empleado en el coito. Los servicios incluidos en una GFE son besos, caricias, coqueteo y juego sexual. 
Una prostituta que ofrece los servicios de una girlfriend experience implica que ofrece beso francés con lengua, "servicio completo" (coito, felación y cunnilingus), felación sin protección. Ofrecer servicios de girlfriend experience es a veces utilizado por las prostitutas para promover su negocio.  
Una bailarina erótica (desnudista o estríper) también puede ofrecer una GFE limitada a un cliente a través de conversación y caricias en un baile de mesa. Con menor frecuencia, el trato de pareja incluye actos sexuales en zonas reservadas en el establecimiento. Estos actos son conocidos como "extras". El tiempo en estos espacios se alquila de la misma forma que se alquilan los servicios de la prostituta. Fuera del club, una bailarina erótica sería considerada prostituta si se le paga por su tiempo o por sus servicios.